# Azadlıq prospekti
Azadlıq prospekti (prospekt Wolności) – stacja na linii 2 bakijskiego metra, położona między stacjami Nəsimi i Dərnəgül.  Została otwarta 30 grudnia 2009 r.